# Comuna Șpîciînți, Derajnea
Șpîciînți (în ucraineană Шпичинці) este o comună în raionul Derajnea, regiunea Hmelnîțkîi, Ucraina, formată din satele Rozsohî, Șpîciînți (reședința) și Teperivka.

## Demografie
Componența lingvistică a comunei Șpîciînți
     Ucraineană (98,91%)
     Rusă (1,02%)
     Alte limbi (0,07%)
Conform recensământului din 2001, majoritatea populației comunei Șpîciînți era vorbitoare de ucraineană (98,91%), existând în minoritate și vorbitori de rusă (1,02%).